# Castello di Malgrate

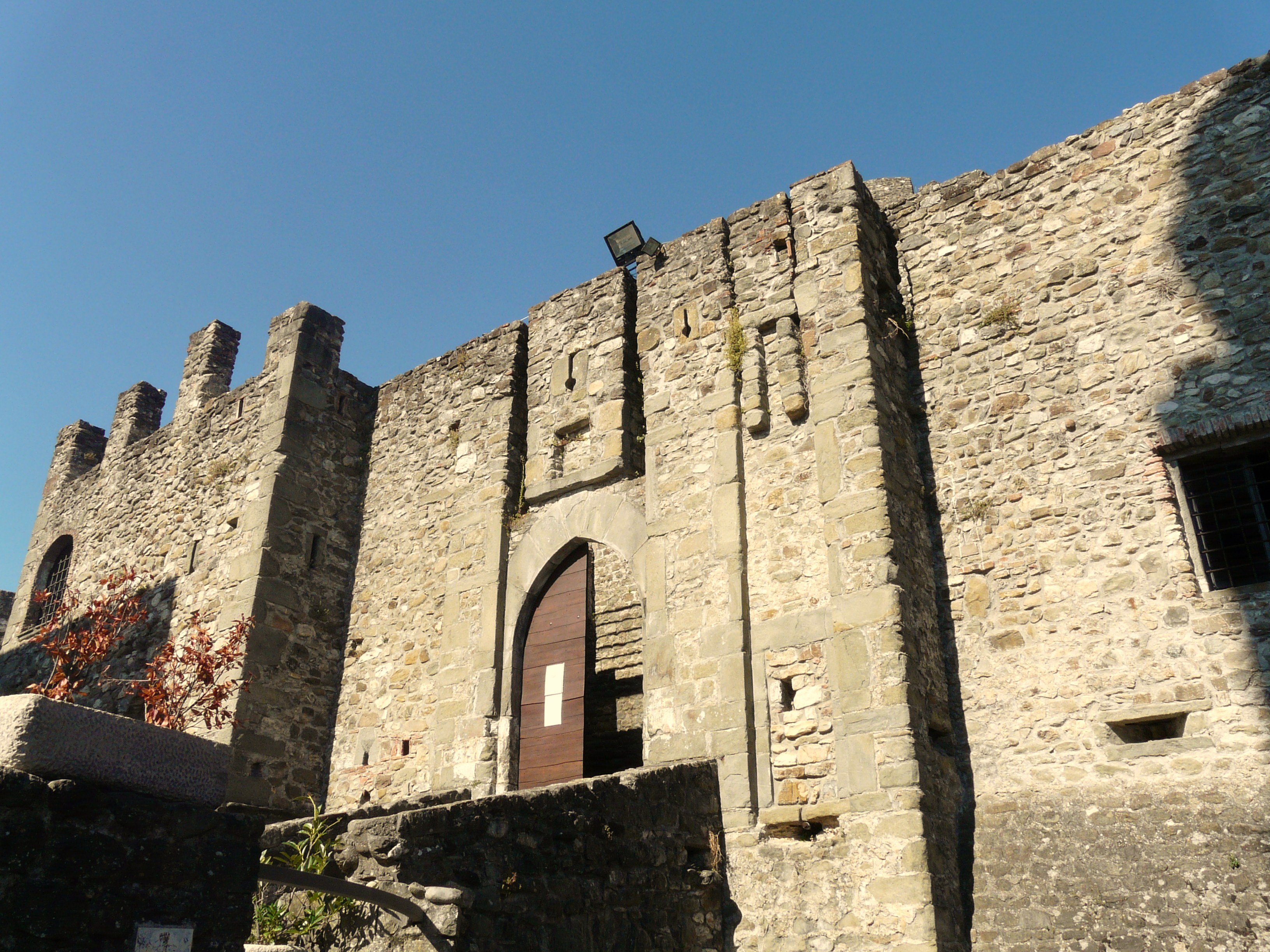
Fronte principale

Il castello di Malgrate è una fortificazione medievale che si trova a Malgrate, nel comune di Villafranca in Lunigiana, in provincia di Massa Carrara.
Il castello viene citato in un documento per la prima volta nel 1351, anno della nota divisione tra i cinque figli del marchese di Filattiera Niccolò I Malaspina, ma è tuttavia certo che esistessero strutture murate di una certa importanza già nel XII secolo.
Il complesso, che sorge sopra una collina, domina la valle del fiume Bagnone, affluente del Magra, e per la sua maestosità era e rimane uno dei più attraenti della Lunigiana.

## Storia
Il feudo di Niccolò I Malaspina comprendeva le terre murate di Malgrate e Filetto, i casali di Cunale e Casola e i quattro villaggi di Orturano, Irola, Mocrone e Gragnana.Tra i figli del marchese il distretto di Malgrate venne affidato al quadrigenito Bernabò Malaspina ed è a quel tempo che apparve doversi porre la costruzione del castello come anche lo sviluppo del borgo. I discendenti di Bernabò tennero tale dominio per due secoli e mezzo e alternarono momenti di quiete con turbolente vicende determinate specialmente dalle bramosie degli stati di Firenze e di Milano per la supremazia in Lunigiana.
Queste contese resero difficile la sopravvivenza dell'autonomia politica della dinastia dei Bernabò e provocarono preoccupazioni, contrasti coi sudditi, contese coi feudatari vicini ed invasioni. Le maggiori tensioni si ebbero nel XV secolo: durante le guerre tra il duca di Milano Filippo Maria Visconti e la Repubblica di Firenze, già alleata con i Bernabò, questi ultimi tradirono in favore di Milano la repubblica Fiorentina, che con l'aiuto della popolazione ribelle al marchesato occupò il castello per tre anni. Con la pace di Ferrara del 1433 e dopo un atto di sottomissione nei confronti della repubblica i Malaspina ripresero il possesso del loro feudo. Questo fatto provocò il risentimento di Filippo di Milano, tanto che nel 1445 egli fece assalire dalle sue truppe il castello e distruggere le fortificazioni.
Nel 1615 Cesare II, fortemente indebitato e privo di figli maschi, vendette il feudo alla Camera Ducale di Milano che dopo averlo tenuto per ventisei anni e bisognosa di denaro lo rivendette nel 1641 alla nobile famiglia degli Ariberti di Cremona. La famiglia cremonese governò con giustizia e liberalità e in seguito a una revisione della struttura portò alla definitiva trasformazione della fortezza da strumento di guerra a residenza borghese.
Dopo l'estinzione della famiglia degli Ariberti, Malgrate passò nel 1745 ai Freganeschi di Milano, congiunti agli Ariberti per parte delle donne, che ne conservarono il dominio fino all'epoca della Rivoluzione francese. Nel XIX secolo, smantellato e spogliato dei suoi beni, il castello rovinò quasi interamente.
Oggi il castello di Malgrate, acquisito al patrimonio dello stato, è stato completamente consolidato e restaurato grazie ai Fondi Strutturali dell'Unione Europea e ai fondi del Progetto Speciale Castelli della Lunigiana.

## Architettura

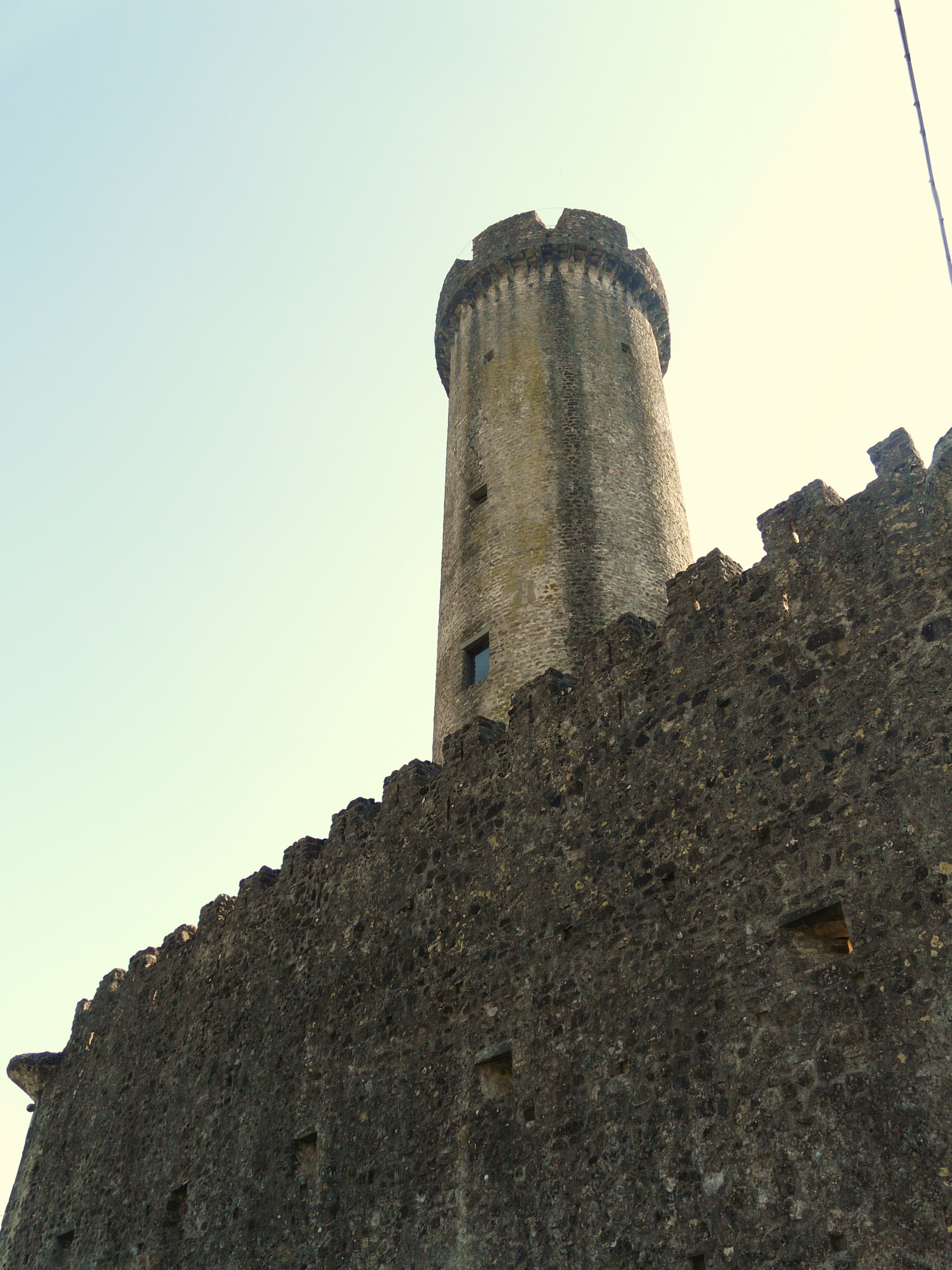
La torre circolare

Il complesso presenta le caratteristiche di una classica fortezza medievale con torre adatta alla difesa piombatoia, mastio centrale e cortina muraria guarnita di merli e camminamenti di ronda. L'ingresso del castello è preceduto da fossato e un ponticello sostituisce un vecchio ponte levatoio.
Le mura trapezoidali sono di epoca post-medievale e sono percorse in tutto il loro perimetro da camminamenti per le guardie e contrafforti con gli archetti. Le mura recingono il nucleo medievale che ha forma planimetrica rettangolare.
La torre, risalente con ogni probabilità al XII secolo, è alta oltre venticinque metri e si trova sul lato ovest del castello. Di forma circolare e affiancata da una costruzione fortificata a pianta rettangolare è dotata di sei vani voltati sovrapposti collegati attraverso botole da scale retrattili, con lo sporto superiore su beccatelli in pietra.
Accanto alla torre sorgono i resti di un mastio centrale, residenza del signore feudale, probabilmente su tre piani e con corte interna. Risalgono al XV secolo le grandi feritoie adatte all'uso di armi da lancio come archi e balestre. La porta di accesso al borgo creata da Giuseppe Malaspina nel 1566 è saldata al fianco orientale delle mura del castello.